# Emil Neddermeyer
Emil Otto Hermann Neddermeyer (* 28. November 1894 in Helmstedt; † 25. März 1951 ebenda) war ein deutscher Gewerkschaftsfunktionär und Politiker der SPD. Er war 1946 erster Nachkriegsbürgermeister der Stadt Helmstedt und von 1949 bis 1951 Oberkreisdirektor des Landkreises Helmstedt.

## Leben
Emil Neddermeyer wurde 1894 in Helmstedt geboren. Nach einer Dachdeckerlehre arbeitete er zunächst in diesem Beruf, unterbrochen von seiner Teilnahme am Ersten Weltkrieg von 1914 bis 1918. Er erlitt einen Arbeitsunfall und ließ sich aufgrund der davongetragenen Gehbehinderung zum Kaufmann umschulen. Er wurde 1925 Verkaufsstellenleiter beim Helmstedter Konsum-Verein und war von 1929 bis 1945 dessen Lagerhalter. Von 1923 oder 1925 bis 1929 war er Ortsvorsitzender des Allgemeinen Deutschen Gewerkschaftsbundes (ADGB). Den Helmstedter Ortsvorsitz der SPD führte er von 1925 bis 1933. Ab Anfang 1928 war er auch Mitglied der Stadtverordnetenversammlung.

### Zeit des Nationalsozialismus
Mit der Gleichschaltung des Kommunalparlaments durch die Nationalsozialisten wurde Neddermeyer zum Verzicht auf sein Abgeordnetenmandat gezwungen und allein während des Jahres 1933 achtmal verhaftet und verhört. Im Jahre 1942 wurde er für 22 Monate in Haft genommen. Von August bis September 1944 wurde er im Zuge der Aktion Gitter im Gestapo-Sonderlager 21 in der Nähe des heutigen Stadtteils Hallendorf der Stadt Salzgitter inhaftiert.

### Nach dem Zweiten Weltkrieg
Nach dem Ende des Zweiten Weltkriegs betrieb Neddermeyer die Neugründung des SPD-Ortsvereins Helmstedt. Die britische Militärregierung setzte ihn als Dezernenten beim Wirtschafts- und Ernährungsamt des Landkreises ein. Am 21. April 1946 wurde Neddermeyer von einem durch die Militärregierung ernannten Gemeinderat zum ersten Bürgermeister nach Kriegsende gewählt, sein Stellvertreter wurde Rechtsanwalt und SPD-Mitglied Wilhelm Abry. Beide blieben bis zum 2. Oktober 1946 im Amt. Neddermeyer war anschließend als Vertreter des Oberkreisdirektors Richard Voigt tätig, dessen Nachfolger er im Oktober 1949 wurde. Dieses Amt hatte er bis zu seinem Tod am 25. März 1951 inne. Neddermeyer setzte sich in seiner Amtszeit für die Linderung der Wohnungsnot ein, betrieb die Erweiterung des Krankenhauses und förderte die Einrichtung des Kreisaltersheims Mariental.